# Ola Wiberg
Nils Ola Arvid Wiberg, född den 16 september 1915 i Gävle, död den 3 september 1979 i Stockholm, var en svensk militär och fackföreningsman.
Wiberg avlade officersexamen 1937. Han blev löjtnant vid Smålands arméartilleriregemente 1939. Wiberg genomgick Artilleri- och ingenjörhögskolans högre kurs 1941–1943 och generalstabsutbildning 1943–1945. Han blev kapten vid generalstabskåren 1945, major där 1954 och överstelöjtnant 1958. Han övergick till reserven 1960 och befordrades till överste där 1970. Wiberg var förste ombudsman vid Svenska officersförbundet från 1960, ordförande i Statstjänstemännens Riksförbund 1971–1974 (styrelseledamot från 1960) och förste vice ordförande i SACO/SR från 1975. Han är begravd på Skogskyrkogården i Stockholm.